# ナオミ・クライン

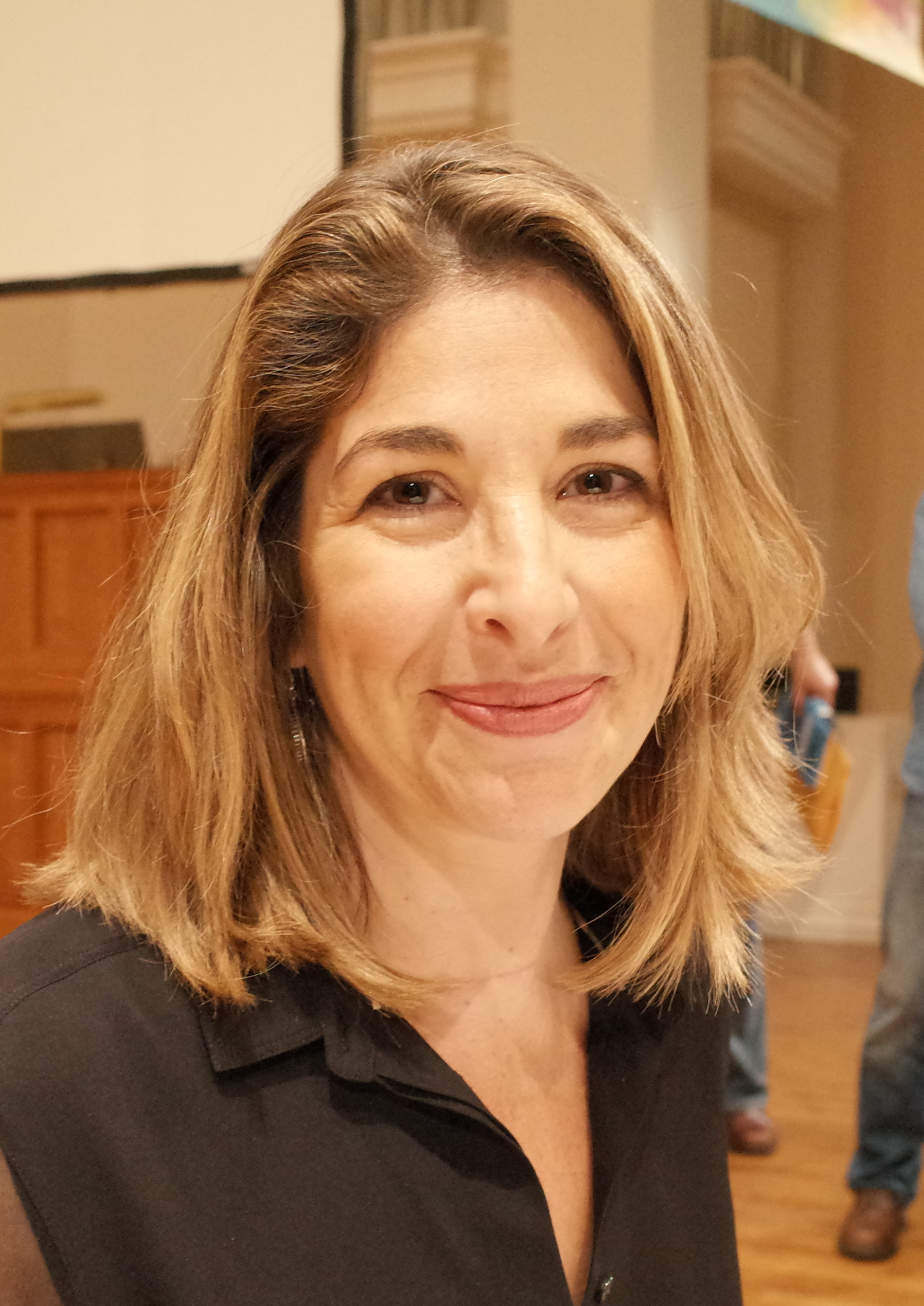
ナオミ・クライン

ナオミ・クライン（Naomi Klein, 1970年5月8日 - ）は、カナダのジャーナリスト、作家、活動家。21世紀初頭における、世界で最も著名な女性知識人、活動家の一人として知られる。

## 人物・来歴
1970年、モントリオールのユダヤ人活動家の家に生まれる。
ジャーナリストとしての活動は、トロント大学在学中に学生新聞の編集長を務めたところから始まる。1999年に『ブランドなんか、いらない』を発表し、反グローバリゼーションにおけるマニフェストとしての評価を受ける。続いて2002年には、資本主義を批判する『貧困と不正を生む資本主義を潰せ』を刊行。名声を確立した。
雑誌・新聞への寄稿も数多く、結婚相手のカナダ人テレビジャーナリストのアヴィ・ルイス（Avi Lewis）とは、共同でドキュメンタリー映画を作成している。2014年、『これがすべてを変える――資本主義VS.気候変動』を発表した。
ニューヨーク・タイムズ紙に掲載された同書の書評で、ウィスコンシン大学マディソン校のレイチェル・カーソン記念教授であるロブ・ニクソンは、「気候に関する問いを形作る科学、心理学、地政学、経済学、倫理学、そして市民運動(activism)を一つに編み合わせた。その結果、レイチェル・カーソンの『沈黙の春』以来、最も重大かつ論争を呼ぶ環境についての本となっている」と評した。同書は、マーガレット・アトウッドらによって設立されたカナダ作家トラストが授与するヒラリー・ウェストン作家トラスト・ノンフィクション賞(Hilary Weston Writers’ Trust Prize for Nonfiction)の2014年の受賞作に選ばれた。
2015年7月1日、正義と平和のためのローマ教皇評議会と国際カトリック開発機構連盟（ International Alliance of Catholic Development Organisations (CIDSE) ）が、第266代ローマ教皇フランシスコによるエコロジーに関する教皇回勅において示された課題などを議論するために共催した会議「人々と惑星を最優先に：直ちに進路の変更を」に招かれた。クラインは「驚いたが嬉しい」と語り、また環境と経済に関する現教皇の認識と積極的な姿勢を評価する発言をしている。

## 主張

### 生成AIへの批判
クラインはChatGPTやStable Diffusionをはじめとする生成AI技術と関連企業を厳しく批判しており、「人類史上最大の盗み」「囲い込みと横領を行う機械」「吸血鬼的」であるとしており、「個人的な生および集合的な知的・芸術的遺産の双方を食い物にし、私有化する」としている。つまり、AI企業はインターネット上に公開された人類の知識全体を、製品の中に囲い込んで専売しており、人々の生涯をかけた労働が同意や許可を得ずに、訓練データに使われているというのである。クラインは以下のように述べた。

こんなことが合法であるはずがない。AIモデルを訓練するのに使われたことが判明している著作権保護の素材（この『ガーディアン』紙も含まれる）に関しては何件もの訴訟が申請されており、明白に違法な行為が行われたという主張がそこでなされるだろう。例えば、営利企業が生身の芸術家たちの絵画や写真をStable DiffusionやDALL-E 2のようなプログラムに注ぎ込み、それを使ってまさにその芸術家たちの作品のドッペルゲンガー版を作成できるようにするなどということが、いったいどうして許されるのだろうか？その利益が芸術家たち自身にだけは還元されないというのに？

### その他
- 『ブランドなんか、いらない』では、クラインがナイキ社をあまりに辛辣に批判したために、同社から正式のコメントが出されるまでになった（ナイキとしては異例の対応）。
- 新自由主義にとってのウォール街の崩壊は、共産主義にとってのベルリンの壁崩壊に匹敵する、としている[6]。

## 著書

### 単著
- No Logo: Taking Aim at the Brand Bullies, (A. A. Knopf Canada, 2000).

『ブランドなんか、いらない――搾取で巨大化する大企業の非情』 松島聖子訳、はまの出版, 2001年／新版・大月書店, 2009年
- Fences and Windows: Dispatches from the Front Lines of the Globalization Debate, (Flamingo, 2002).

『貧困と不正を生む資本主義を潰せ――企業によるグローバル化の悪を糾弾する』 松島聖子訳、はまの出版, 2003年
- The Shock Doctrine: the Rise of Disaster Capitalism. (Metropolitan Books, 2007). ISBN 0805079831

『ショック・ドクトリン――惨事便乗型資本主義の正体を暴く』、上・下、幾島幸子・村上由見子訳、岩波書店、2011年 ISBN 9784000234931（上巻）、 ISBN 9784000234948（下巻）。岩波現代文庫、2024年
- This Changes Everything: Capitalism vs. The Climate. (Simon & Schuster, 2014).

『これがすべてを変える――資本主義VS.気候変動』、上・下、幾島幸子・荒井雅子訳、岩波書店、2017年
- No Is Not Enough: Resisting Trump's Shock Politics and Winning the World We Need. (Haymarket Books, 2017).

『NOでは足りない――トランプ・ショックに対処する方法』幾島幸子・荒井雅子訳、岩波書店、2018年
- The Battle for Paradise: Puerto Rico Takes on the Disaster Capitalists. (Haymarket Books, 2018).

『楽園をめぐる闘い――災害資本主義者に立ち向かうプエルトリコ』星野真志訳、堀之内出版、2019年
- On Fire: The (Burning) Case for a Green New Deal. (Simon & Schuster, 2019).

『地球が燃えている──気候崩壊から人類を救うグリーン・ニューディールの提言』中野真紀子・関房江訳、大月書店、2020年
- Doppelganger: A Trip into the Mirror World. (Farrar, Straus and Giroux, 2023)

## 映像作品
- The Take
- The Shock Doctrine